# Azofa

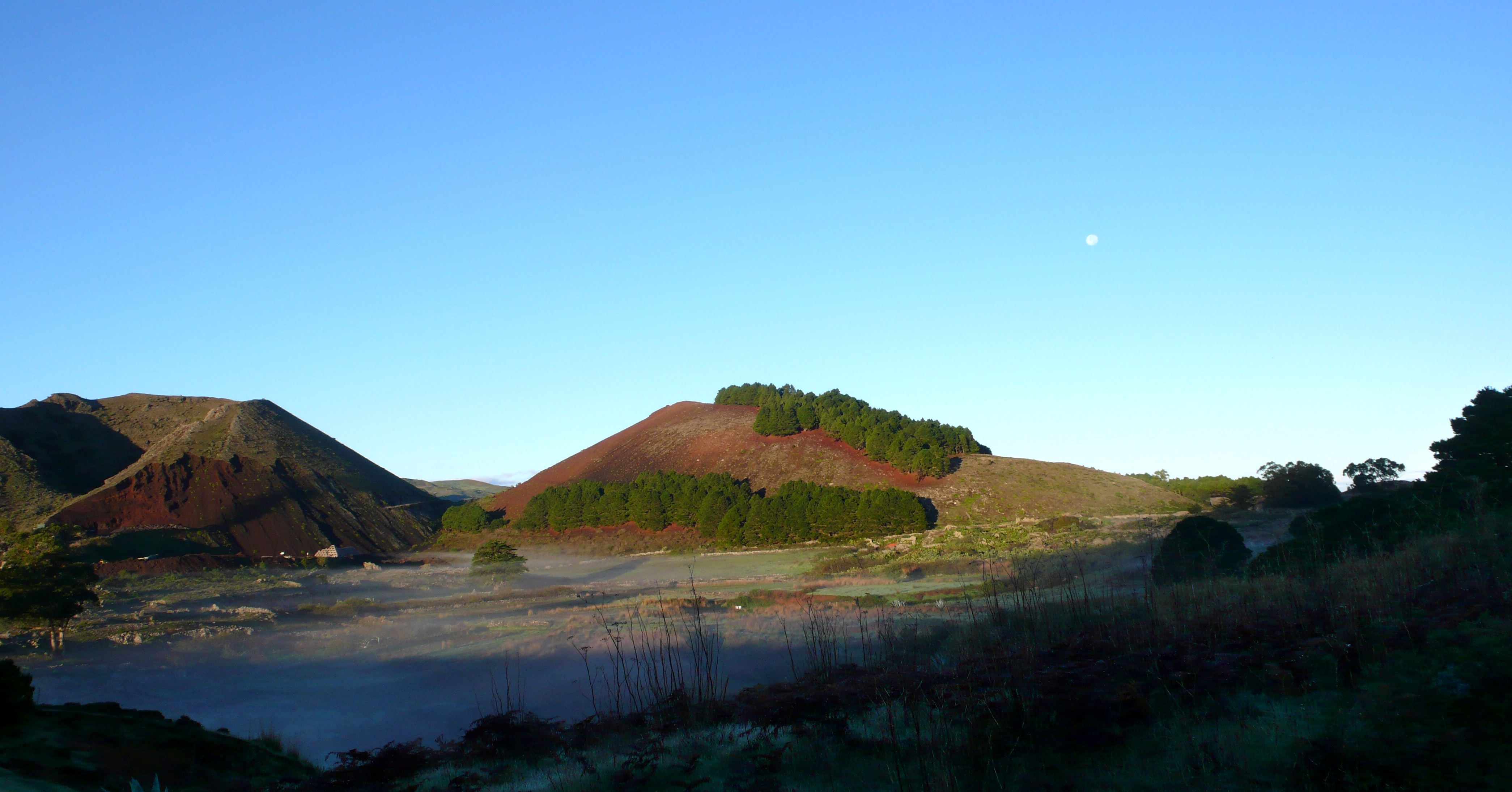
Paisaje cercano a San Andrés

Azofa es la denominación de la comarca que se extiende desde el sur de Valverde hasta El Pinar en la isla de El Hierro (Canarias), abarcando la ladera que va desde el margen oriental de Nisdafe hasta la costa, y que viene a completar el área de poblaciones que se establecen en torno a la meseta central herreña.
Comprende un conjunto de caseríos que a lo largo de ocho kilómetros, y en dirección norte-sur, se localizan de la siguiente manera: Tiñor, San Andrés, Las Rosas, Los Llanos, La Torre, La Laja-Tajace, Tajace de Abajo e Isora. La altura media de estos caseríos es superior a los del margen norte de Nisdafe, pues oscila entre los 800 m s. n. m. de Isora y los 1050 m s. n. m. de San Andrés, ya casi en el interior de la meseta. Este último es el pueblo más alto de la isla.
Su ámbito se ha visto reducido y con frecuencia se utiliza más el nombre de cada localidad que el del conjunto, pues en realidad se ha roto la unidad comarcal desde el punto de vista humano.

## Etimología
El nombre de Azofa se deriva, por extensión, de la fuente más importante de la isla, que está en las proximidades de Isora, a una cota de unos 700 m s. n. m. Debido a la falta de agua en la isla, el naciente llegó a tener ordenanzas para su conservación y aprovechamiento. A pesar de esto, solo se trata de una típica fuente de almagre, una pequeña capa impermeable que rezumaba el agua suficiente para paliar las dificultades de los vecinos.
La denominación, según indica el historiador del siglo XVI Juan de Abreu Galindo, procede de la voz aborigén Açof, que significaba río.

## Geografía

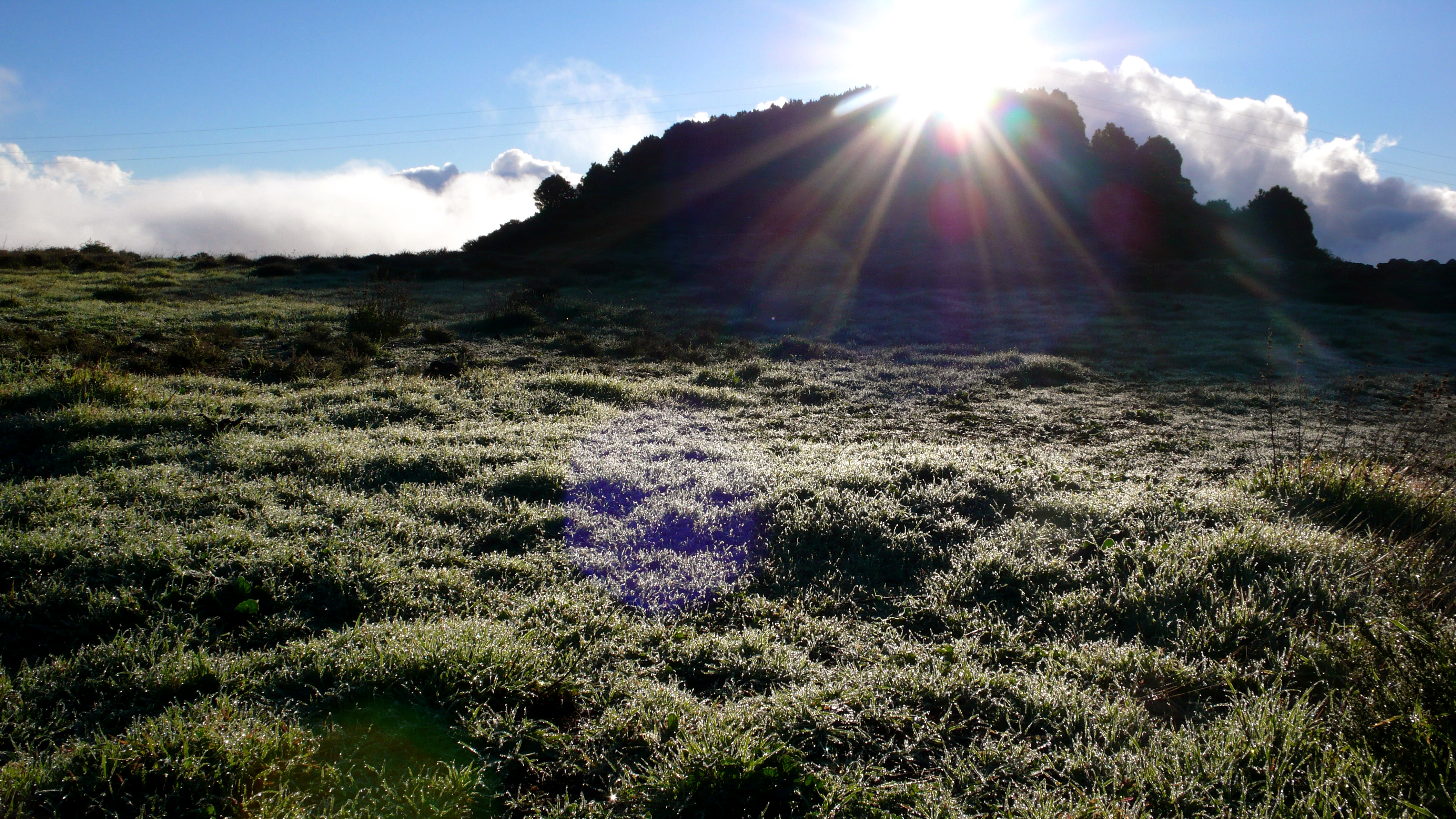
Paisaje cercano a Isora

La parte septentrional de Azofa se extiende desde el sur de Valverde hasta La Hondura. Esta área presenta como característica diferenciadora el afloramiento de los materiales más antiguos de la isla y el escaso poblamiento. Al no haber sido recubierta la vertiente por materiales volcánicos recientes, la erosión ha tenido más tiempo para actuar, lo que unido a la fuerte pendiente ha hecho que se encuentren aquí los mayores barrancos herreños, entre los que destaca el de Tiñor.
En este tramo norteño, que se extiende por unos cinco kilómetro al sur de Valverde, solo existe el núcleo de Tiñor.
A mitad de camino entre la capital insular y Tiñor se encuentra la Caldereta de Valverde, cráter volcánico de origen explosivo, de forma elíptica y con eje mayor orientado en dirección noreste-suroeste. Sus dimensiones son de 500 por 300 m y sus paredes de 50 a 100 m de altura, se elevan casi verticalmente, solo suavizadas por los derrubios.

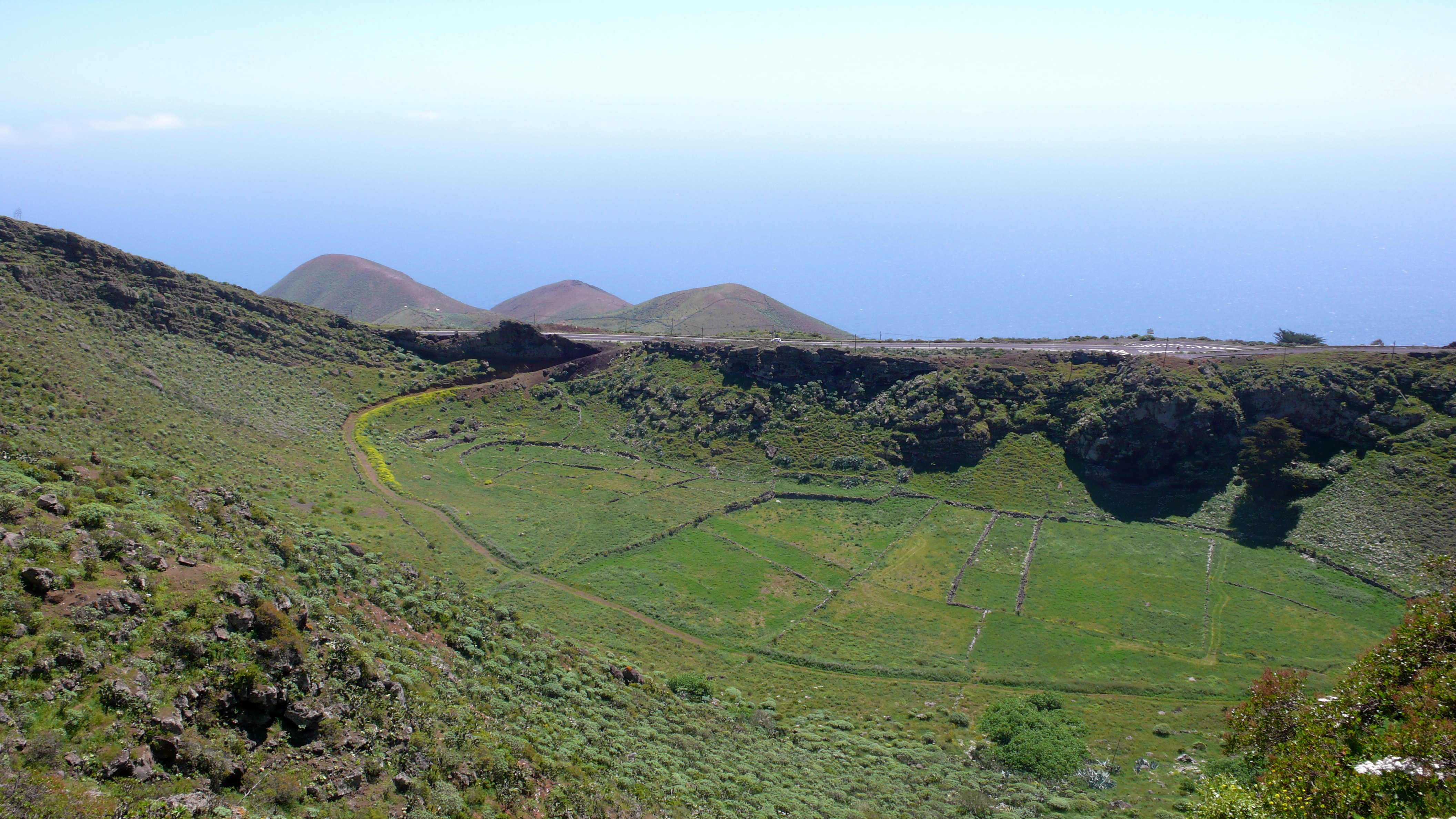
Caldereta de Valverde

El valle de La Hondura, a unos dos kilómetros al sur de Tiñor, constituye un ejemplo insólito dentro de la disposición general de los barrancos en las islas, pues se extiende paralelamente a la costa y no radialmente hacia ella. Se ubica entre La Cumbrecita, prominencia de materiales antiguos erosionados, y la serie de conos volcánicos recientes de San Andrés.
Al sur de La Hondura comienza el área de mayor densidad de población de la comarca, fisiográficamente la divisoria la marca el malpaís de Solimán, conjunto de lavas modernas que proviene del grupo de conos volcánicos situados al norte de San Andrés, y que se extienden hasta la costa al sur de Timijiraque, después de bordear La Cumbrecita.

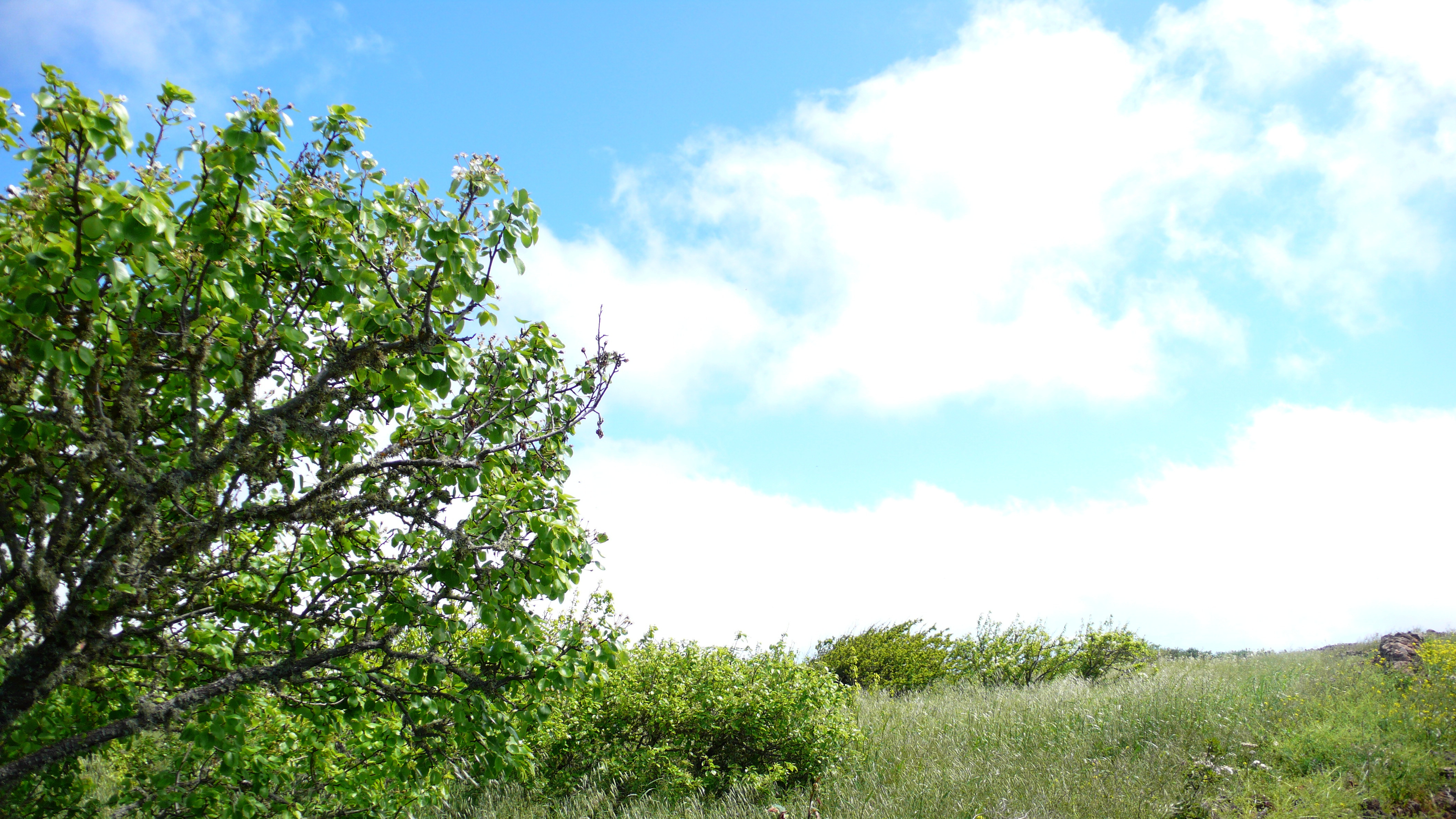
Frutales en Isora

Los principales núcleos de la comarca son Isora y San Andrés. Ambos comparten los suelos agrícolas de la comarca y la que tiene mayor humedad. 
La parte meridional de Azofa engloba a una serie de caseríos que se extienden en diseminado, sin límites claros entre cada uno:Los LLanos, La Torre, La Laja-Tajace, Tajace de Abajo, estos juntos forman Isora. Más próximos a San Andrés quedan Las Rosas y La Cuesta.
Al sur de Azofa, la ladera termina bruscamente en una gran escotadura de forma semicircular: Las Playas.

## Economía
Las actividades agrarias son las fundamentales dentro de la economía de la zona. El peso ganadero ha sido mayor aquí que en los caseríos norteños, aprovechando la proximidad de Nisdafe. Dentro de la agricultura se pueden destacar las papas, el centeno y algunos frutales (perales, durazneros, higueras). También se cultivan forrajes para el ganado.

## Vegetación
La vegetación natural se refugia en las zonas más abruptas y consiste principalmente en brezales.